# Очевље
Очевље је насељено мјесто у Босни и Херцеговини, у општини Бреза, које административно припада Федерацији Босне и Херцеговине. Према попису становништва из 1991. у насељу је живјело 47 становника.

## Становништво
| Националност       | 1991. | 1981. | 1971. | 1961. |
| Срби               | 47    | 63    | 101   |       |
| остали и непознато |       |       |       |       |
| Укупно             | 47    | 63    | 101   | '     |

| Демографија | Демографија | Демографија |
| Година      | Становника  | Становника  |
| ----------- | ----------- | ----------- |
| 1961.       | 115         |             |
| 1971.       | 101         |             |
| 1981.       | 63          |             |
| 1991.       | 47          |             |